# Kofi Kingston

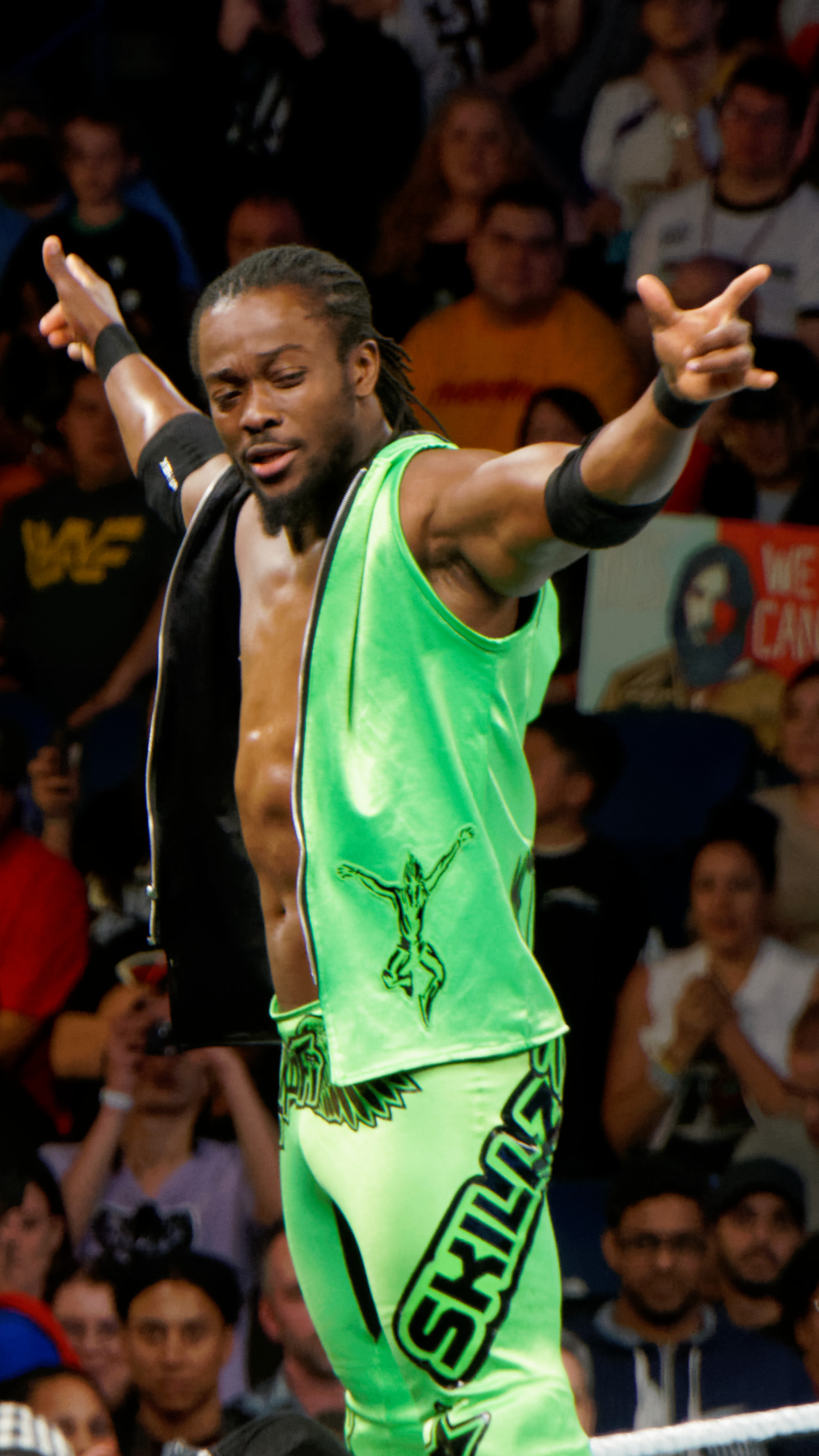
Kofi Kingston (2014 r.)

Kofi Kingston (właściwie: Kofi Nahaje Sarkodie-Mensah; ur. 14 sierpnia 1981) – zawodnik wrestlingu pochodzący z Ghany. Jego pierwszą federacją była Millenium Wrestling Federation. Występuje obecnie w World Wrestling Entertainment.

## Życiorys
Studiował w Boston College. Karierę we wrestlingu rozpoczął w 2005. Debiutował 4 czerwca 2006. We wrześniu 2006 podpisał kontrakt rozwojowy z World Wrestling Entertainment (WWE) i został przydzielony do Deep South Wrestling (dsw). W WWE zadebiutował 21 września 2006. Walczył również w Ohio Valley Wrestling oraz we Florida Championship Wrestling. Po raz pierwszy, w telewizyjnym programie ECW, pojawił się 7 grudnia 2007. Swój pierwszy pojedynek na ECW stoczył 22 stycznia 2008. Na gali Night of Champions 2008 zdobył swój pierwszy pas w karierze. Był to pas WWE Intercontinental Championship. 27 października, wraz z CM Punkiem, zdobył pas WWE World Tag Team Championship. 1 czerwca 2009 na RAW zdobył tytuł WWE United States Championship. Na gali Over The Limit w 2010 został WWE Intercontinental Championship. Na początku roku 2011 pokonał Dolpha Zigglera, który odebrał mu ten pas w sierpniu 2010 roku przez co został po raz trzeci mistrzem interkontynentalnym. Mistrzostwo interkontynentalne stracił w lutym na rzecz Wade'a Barretta. Na Extreme Rules 2011 pokonał ówczesnego mistrza Stanów Zjednoczonych Sheamusa i został po raz 2 mistrzem Stanów Zjednoczonych. 19 czerwca stracił pas WWE United States Championship na rzecz Dolpha Zigglera. Dnia 22 sierpnia 2011 Kofi wraz z Evanem Bournem zdobyli pasy WWE Tag Team Championship. Stracili je 15 stycznia 2012 na Raw Live Tour na rzecz Epico i Primo w Oakland. Po 104 dniach kolejny raz zdobył pasy mistrzowskie tym razem z R-Truthem. Na WWE Night of Champions 2012 stracił z R-Truthem pas tag teamu na rzecz Daniela Bryana i Kane'a. Na WWE Main Event 17 października 2012 roku przejął tytuł mistrza interkontynentalnego pokonując ówczesnego mistrza The Miza. Stracił WWE Intercontinental Championship 31 grudnia na WWE Raw na rzecz Wade Barretta. 16 kwietnia na Monday Night RAW pokonał Antonio Cesaro i zdobył WWE United States Championship, by stracić pas na gali Extreme Rules 2013 na rzecz Deana Ambrose'a. W listopadzie 2014 roku utworzył tag-team wraz z Xavierem Woodsem oraz Big E, tworząc grupę The New Day, z którymi zdobył mistrzostwo tag-team 7 razy. Podczas WrestleManii 35 zdobył WWE Championship pokonując Daniela Brayana. Tytuł stracił 4 października 2019 roku podczas SmackDown na rzecz Brocka Lesnara.

## Osiągnięcia
World Wrestling Entertainment
- WWE Championship (1x)
- WWE Intercontinental Championship (4x)
- WWE United States Championship (3x)
- WWE World Tag Team Championship (1x z CM Punkiem)
- WWE Raw Tag Team Championship (4x, 1x z Evanem Bournem, 1x z R-Truthem, 2x jako The New Day)
- WWE SmackDown Tag Team Championship (4x jako The New Day)
- WWE Slammy Awards 2012 za najbardziej szokujące wydarzenie roku
- Trzynasty Grand Slam Champion
- WWE Slammy Awards 2019 za walkę roku z Danielem Brayanem

## Filmografia
- Z Kopyta (2013) – jako on sam